# Marcin Włodarski
Marcin Włodarski (ur. 6 września 1982 w Krośnie) – polski piłkarz grający na pozycji obrońcy, trener piłkarski. Posiada licencję UEFA A Elite Youth, były trener Zagłębia Lubin.

## Kariera piłkarska
Marcin Włodarski karierę piłkarską rozpoczął w juniorach Karpat Krosno. Następnie reprezentował barwy SMS Kraków oraz Cracovii.
Profesjonalną karierę rozpoczął w Wawelu Kraków. Następnymi klubami w karierze były: rezerwy Lecha Poznań, Glinik/Karpatia Gorlice (2002), dwukrotnie Krośnianka Krosno (2003–2004, 2007–2013 – awans do III ligi w sezonie 2007/2008), Błękitni Ropczyce (2004), Tomasovia Tomaszów Lubelski (2005), dwukrotnie Nafty Jedlicze (2005, 2013–2014) oraz Galicja Cisna (2006).

## Kariera trenerska
Marcin Włodarski jeszcze w trakcie kariery piłkarskiej trenował w latach 2007–2013 MOSiR Krosno. Następnie w okresie od 20 maja 2013 roku do 11 czerwca 2013 roku był trenerem Karpat Krosno.
Następnie w latach 2014–2018 był trenerem Akademii Młodych Orłów Rzeszów, potem w latach 2018–2022 był zatrudniony w PZPN jako skaut makroregionalny. Następnie w okresie od 1 lipca 2018 roku do 30 czerwca 2019 roku był asystentem selekcjonera Wojciecha Tomaszewskiego w reprezentacji Polski U-18, selekcjonera Bartłomieja Zalewskiego w reprezentacji Polski U-15 oraz selekcjonera Przemysława Małeckiego w reprezentacji Polski U-17.
W okresie od 1 listopada 2021 roku do 19 stycznia 2022 roku był tymczasowym selekcjonerem reprezentacji Polski U-16. Prowadził drużynę Biało-Czerwonych w wygranych meczach towarzyskich z reprezentacją Słowenii U-16 odpowiednio 4:1 i 3:1. 19 stycznia 2022 roku został mianowany selekcjonerem reprezentacji Polski U-16, którym był do 30 czerwca 2022 roku. 1 lipca 2022 roku został selekcjonerem reprezentacji Polski U-17.
25 września 2024 roku objął swoją pierwszą posadę w seniorskiej piłce, jako trener pierwszego zespołu Zagłębia Lubin, tego samego dnia odszedł z reprezentacji Polski U-17. W 2024 roku znalazł się na liście kursantów kursu prowadzącego do uzyskania licencji trenerskiej UEFA Pro. Zwolniony został 10 marca 2025 roku.

## Sukcesy

### Zawodnicze
Krośnianka/Karpaty Krosno
- Awans do III ligi: 2008[5]